# Histoire de la mode en Occident
 (mai 2025).

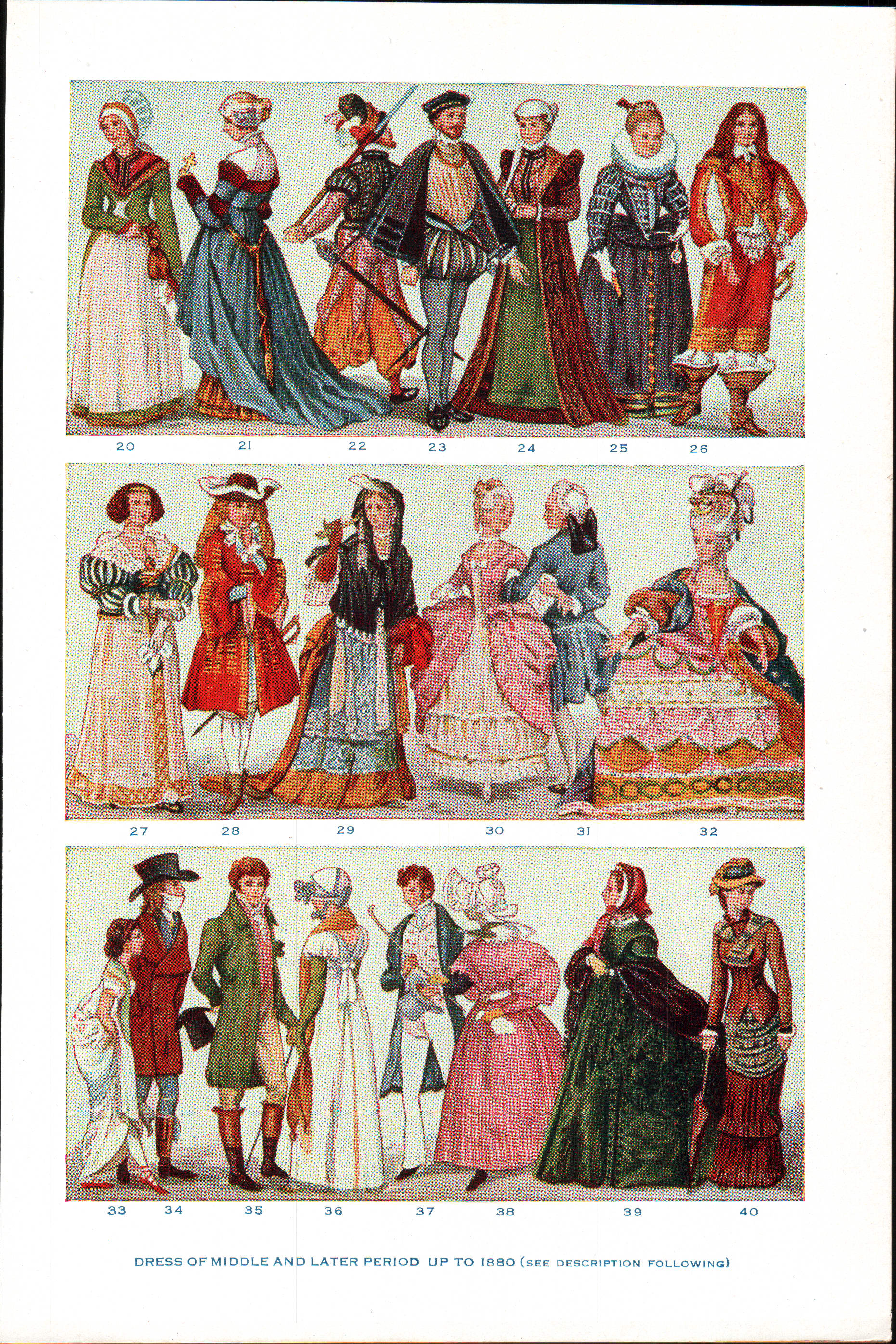
Aperçu de la mode tiré de l'ouvrage The New Student's Reference Work, 1914.

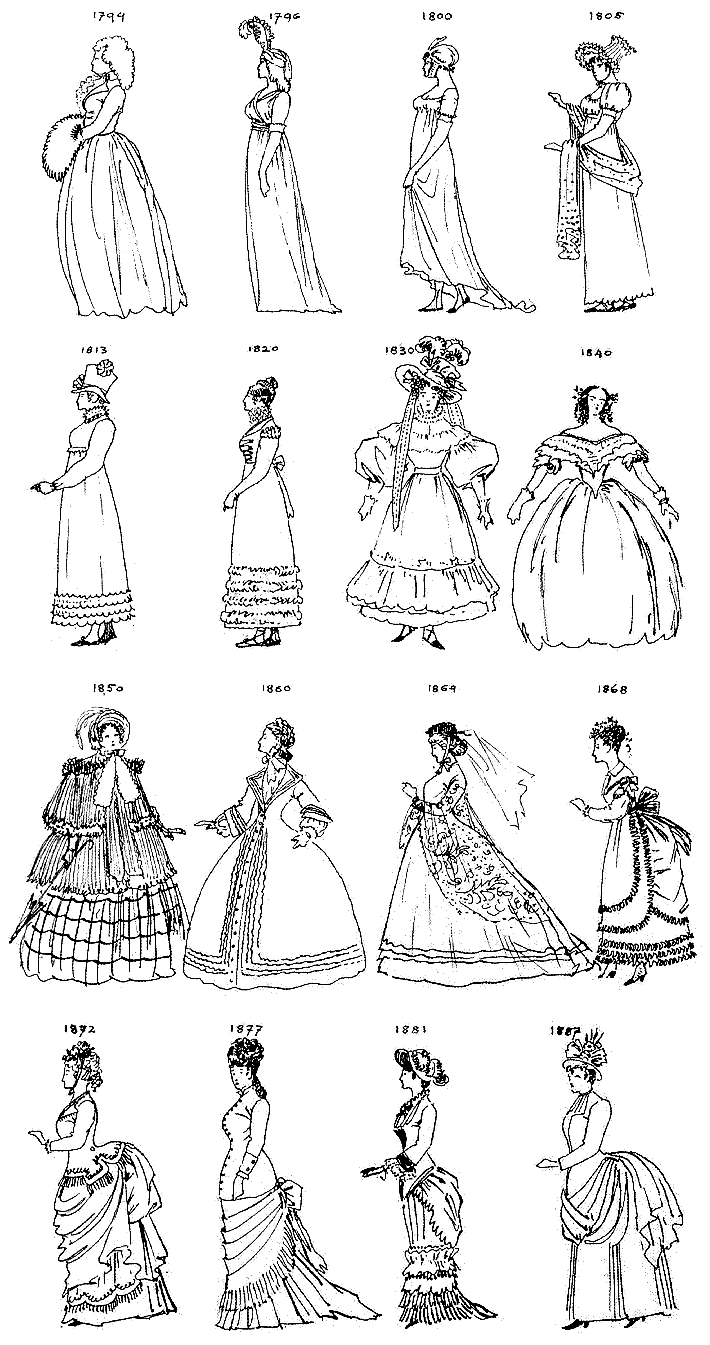
Résumé du changement de la silhouette féminine dans la mode de 1794-1887

L'histoire de la mode en Occident, c'est l'histoire de l'évolution des modes de vêtements pour les hommes et les femmes dans l'Europe occidentale et d'autres pays sous son influence[pas clair] à partir du XIIe siècle à nos jours. De la confection de vêtements sur mesure par des tailleurs, jusqu'à la Fast fashion. La mode inclut aussi les créations artistiques de la Haute couture.

## Histoire de la mode en période

### Les costumes
- Mode au XIIe siècle
- Mode au XIIIe siècle
- Mode au XIVe siècle
- Mode au XVe siècle
- Mode de 1500-1550
- Mode de 1550-1600

### Les débuts de la mode
- Mode de 1600-1650
- Mode de 1650-1700
- Mode de 1700-1750
- Mode de 1750-1795
- Mode de 1795-1820
- Mode de 1820-1830
- Mode de 1830-1840
- Mode de 1840-1850
- Mode sous le Second Empire
- Style victorien
- Mode de 1850-1860
- Mode de 1860-1870
- Mode de 1870-1880
- Mode de 1880-1890
- Mode de 1890-1900
- Mode en 1900
- Mode de 1900-1910
- Mode de 1910-1920
- Mode de 1920-1930
- Mode sous l'Occupation
- Mode de 1930-1945
- Mode de 1945-1960
- Années 1960 en mode
- Mode de 1960-1970
- Années 1970 en mode
- Mode de 1970-1980
- Années 1980 en mode
- Mode de 1980-1990
- Années 1990 en mode
- Mode de 1990-2000
- Mode de 2000-2010